# Lista światowego dziedzictwa UNESCO w Gambii
Lista światowego dziedzictwa UNESCO w Gambii – lista miejsc w Gambii wpisanych na listę światowego dziedzictwa UNESCO, ustanowionej na mocy Konwencji w sprawie ochrony światowego dziedzictwa kulturowego i naturalnego, przyjętej przez UNESCO na 17. sesji w Paryżu 16 listopada 1972 i ratyfikowanej przez Gambię 1 lipca 1987 roku.
Obecnie (stan na 2023 rok) na liście znajduje się dwa obiekty o charakterze dziedzictwa kulturowego.
Na gambijskiej liście informacyjnej UNESCO – liście obiektów, które Gambia zamierza rozpatrzyć do zgłoszenia do wpisu na listę światowego dziedzictwa, znajdują się dwa obiekty (stan na 2023 rok).

## Obiekty na liście światowego dziedzictwa UNESCO
Poniższa tabela przedstawia gambijskie obiekty na liście światowego dziedzictwa UNESCO:
Nr ref. – numer referencyjny UNESCO;
Obiekt – polskie tłumaczenie nazwy wpisu na liście wraz z jej angielskim oryginałem;
Położenie – miasto, dywizja; współrzędne geograficzne;
Typ – klasyfikacja według Komitetu Światowego Dziedzictwa:
- kulturowe (K),
- przyrodnicze (P),
- kulturowo–przyrodnicze (K,P);

Rok wpisu – roku wpisu na listę;
Opis – krótki opis obiektu wraz z informacjami o jego zagrożeniu.
     wpis wspólny z innymi krajami
| Nr ref. | Obiekt                                                                     | Zdjęcie | Położenie                                                             | Typ         | Rok  | Opis |
| ------- | -------------------------------------------------------------------------- | ------- | --------------------------------------------------------------------- | ----------- | ---- | --- |
| 761     | Wyspa James i związane z nią zabytki Kunta Kinteh Island and Related Sites |         | North Bank Division 13°18′58,2″N 16°21′25,9″W/13,316167 -16,357194    | K (iii)(vi) | 2003 | Wyspa Kunta Kinteh Island i związane z nią zabytki to świadectwa kontaktów między Europą i Gambią, w tym handlu niewolnikami.                            |
| 1226    | Kamienne kręgi Senegambii Stone Circles of Senegambia                      |         | Central River Division 13°41′29,7″N 14°52′23,3″W/13,691583 -14,873139 | K (i)(iii)  | 2006 | Wpis wraz z Senegalem – cztery megalityczne stanowiska archeologiczne w Gambii i Senegalu, obejmujące łącznie około 1000 obiektów, w tym kamienne kręgi. |

## Obiekty na gambijskiej liście informacyjnej UNESCO
Poniższa tabela przedstawia obiekty na gambijskiej liście informacyjnej UNESCO:
Nr ref. – numer referencyjny UNESCO;
Obiekt – polskie tłumaczenie nazwy obiektu wraz z jej angielskim oryginałem na gambijskiej Liście Informacyjnej;
Położenie – miasto, dywizja; współrzędne geograficzne;
Typ – klasyfikacja według zgłoszenia:
- kulturowe (K),
- przyrodnicze (P),
- kulturowo–przyrodnicze (K,P);

Rok wpisu – roku wpisu na Listę Informacyjną;
Opis – krótki opis obiektu wraz z informacjami o jego zagrożeniu.
| Nr ref. | Obiekt                                                                 | Zdjęcie | Położenie                                                         | Typ         | Rok  | Opis |
| ------- | ---------------------------------------------------------------------- | ------- | ----------------------------------------------------------------- | ----------- | ---- | --- |
| 6063    | Kamieniołom przy kamiennym kręgu Wassu Wassu Stone Circles Quarry Site |         | Central River Division 13°41′24″N 14°52′39″W/13,690000 -14,877500 | K (i)(iii)  | 2015 | Pozostałości kamieniołomu, w którym wydobywano laterytowe bloki kamienne do budowy kamiennego kręgu Wassu.       |
| 6064    | Historyczne Georgetown Historic Georgetown                             |         | Central River Division 13°44′31″N 15°31′01″W/13,741944 -15,516944 | K (iii)(vi) | 2015 | Historyczna dzielnica Georgetown z zabudowaniami z okresu kolonialnego, związane również z handlem niewolnikami. |